# Bathophilus altipinnis
Bathophilus altipinnis — вид голкоротоподібних риб родини стомієвих (Stomiidae).

## Поширення
Вид поширений на заході Атлантики біля Бермудських островів на глибині 170—1463 м.